# L'Auberge rouge (film, 2007)
Pour les articles homonymes, voir L'Auberge rouge.
Pour plus de détails, voir Fiche technique et Distribution.
L'Auberge rouge est un film français réalisé par Gérard Krawczyk sorti en 2007.
C'est un remake du film L'Auberge rouge de Claude Autant-Lara, sorti en 1951 et inspiré des crimes de l'auberge de Peyrebeille.

## Synopsis
A la fin du XIXe siècle, la sinistre auberge du Croûteux se dresse au milieu des sauvages montagnes du massif des Pyrénées. L'établissement est tenu par Martin et Rose, un couple d'aubergistes qui fait régulièrement assassiner par Violet - leur fils adoptif sourd muet - les voyageurs solitaires pour les détrousser. Par un soir d'orage, le bon père Carnus a sous sa responsabilité un adolescent qu'il doit conduire à un monastère perdu dans la montagne...

## Fiche technique
- Titre français et québécois : L'Auberge rouge[2]
- Réalisation : Gérard Krawczyk
- Scénario : Christian Clavier et Michel Delgado, 
  - d'après l'histoire de L'Auberge rouge de Claude Autant-Lara, sorti en 1951 et adapté par Jean Aurenche, Pierre Bost et Claude Autant-Lara
- Musique : Alexandre Azaria
- Décors : Jacques Bufnoir
- Costumes : Olivier Bériot
- Photographie : Gérard Sterin
- Son : Vincent Tulli, Guillaume Bouchateau
- Montage : Nicolas Trembasiewicz
- Production : Christian Fechner

Production exécutive : Jean-Louis Nieuwbourg
Production déléguée : Hervé Truffaut
Production associée : Alexandra Fechner
- Sociétés de production[3] : Les Films Christian Fechner,
  - en coproduction avec TF1 Films Production et Fechner Audiovisuel,
  - avec la participation de Canal+
- Sociétés de distribution : Warner Bros. France
- Budget : 21 430 000 €[4]
- Pays d'origine :  France
- Langue originale : français
- Format[5] : couleur - 35 mm - 2,35:1 (Cinémascope) - son Dolby Digital | DTS
- Genre : Comédie noire
- Durée : 95 minutes
- Dates de sortie[6] :
  - France, Suisse romande : 5 décembre 2007[7]
  - Belgique : 12 décembre 2007[8]
  - Québec : 11 avril 2008[2]
- Classification[9] :
  - France : tous publics[10]
  - Belgique : tous publics (Alle Leeftijden)[8]
  - Québec : tous publics (G - General Rating)[2]
  - Suisse romande : interdit aux moins de 12 ans[7]

## Distribution
- Christian Clavier : Pierre Martin, aubergiste, père de Violet et Mathilde
- Josiane Balasko : Rose Martin, épouse de Pierre, mère de Violet et Mathilde
- Gérard Jugnot : le père Carnus
- Jean-Baptiste Maunier : Octave
- Sylvie Joly : Comtesse de Marcillac
- Anne Girouard : Marie-Odile de Marcillac
- Urbain Cancelier : Philippe de Marcillac, fils de la comtesse, époux de Marie-Odile
- François-Xavier Demaison : Simon Barbeuf
- Jean-Christophe Bouvet : Maitre Rouget
- Laurent Gamelon : le bûcheron
- Juliette Lamboley : Mathilde, fille de Pierre et Rose
- Frédéric Épaud : Violet, fils adoptif de Pierre et Rose, sourd et muet
- Christian Bujeau : le capitaine des gendarmes

## Production

### Tournage
- Pont d'Espagne, Plateau de Beille[11].

## Accueil

### Accueil critique
En France, le site Allociné propose une note moyenne de 2⁄5 à partir de l'interprétation de critiques provenant de 21 titres de presse.

### Box office
Le film a comptabilisé 799 355 entrées en France dont 94 531 entrées à Paris.

## Distinctions
En 2008, L'Auberge rouge a été sélectionné 1 fois dans diverses catégories et n'a remporté aucune récompense.

### Nominations
- Gérard du cinéma 2008 : Gérard du plus mauvais film de l'histoire du cinéma en 2007.